# Campeonato de Uzbekistán de Ciclismo en Ruta

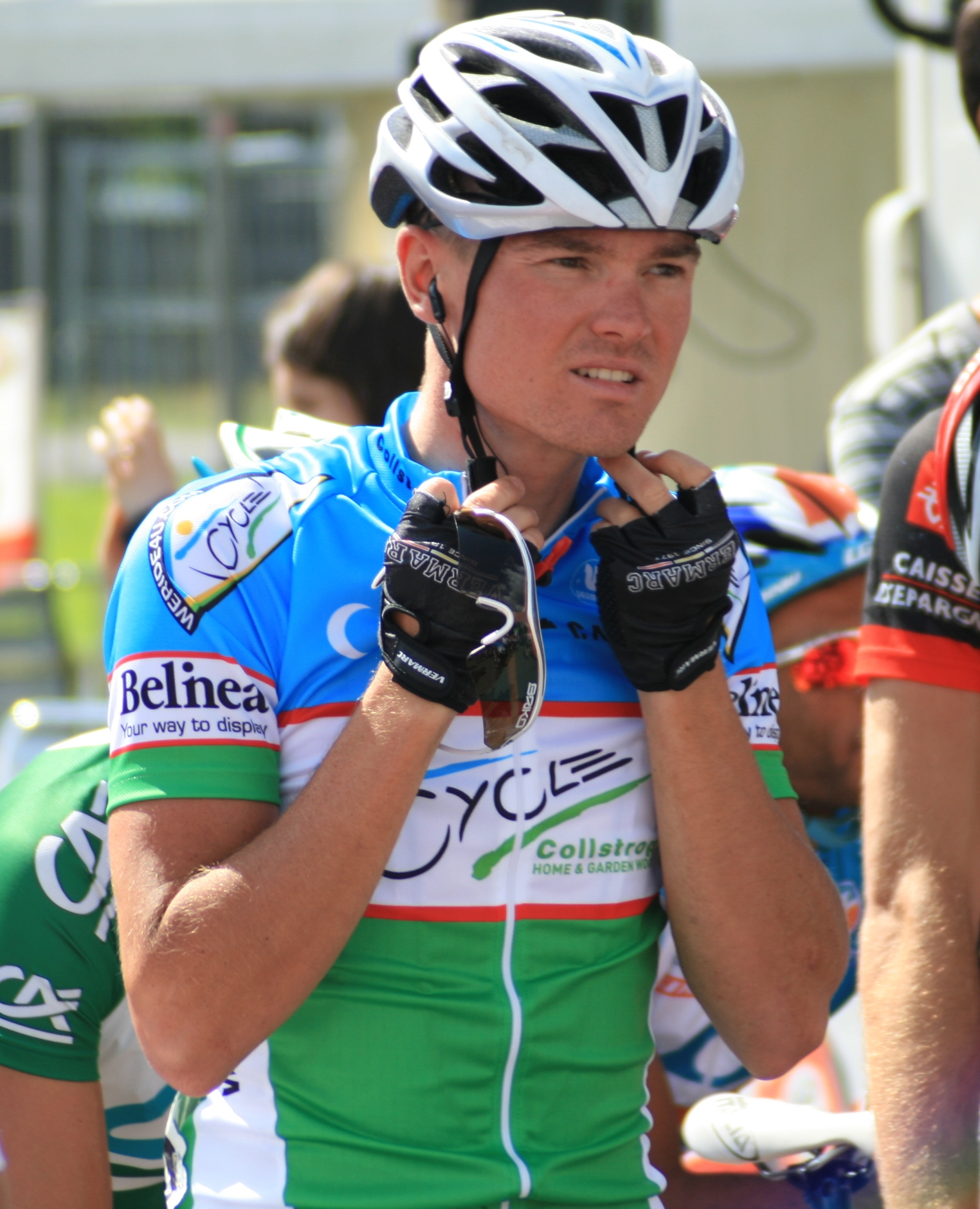
Serguéi Lagutín con el maillot de campeón nacional.

Los Campeonatos de Uzbekistán de Ciclismo en Ruta se organizan anualmente desde el año 1998 para determinar el campeón ciclista de Uzbekistán  de cada año. El título se otorga al vencedor de una única carrera. El vencedor obtiene el derecho a portar un maillot con los colores de la bandera de Uzbekistán hasta el Campeonato de Uzbekistán del año siguiente.

## Palmarés
| Año  | Ganador              | Segundo              | Tercero             |
| 1998 | Sergey Arkov         |                      |                     |
| 1999 | Uglugbek Salamov     | Damir Iratov         | Sergey Arkov        |
| 2000 | Uglugbek Salamov     | Kahramon Maminov     | Alexandre Schmidt   |
| 2001 | Yuriy Plyukhin       | Artem Shlindov       | Kahramon Maminov    |
| 2003 | Sergey Krushevskiy   | Serguéi Lagutín      | Yuriy Plyukhin      |
| 2004 | Rafael Nuritdinov    | Serguéi Lagutín      | Aleksander Lagutin  |
| 2005 | Serguéi Lagutín      | Ruslan Karimov       | Konstantin Kalinin  |
| 2006 | Serguéi Lagutín      | Yusup Abrekov        | Vladimir Tuychiev   |
| 2007 | Ruslan Karimov       | Muradjan Khalmuratov | Vladimir Tuychiev   |
| 2008 | Serguéi Lagutín      | Yriy Ivoljatov       | Vladimir Tuychiev   |
| 2009 | Serguéi Lagutín      | Vladimir Tuychiev    | Yusup Abrekov       |
| 2010 | Serguéi Lagutín      | Ruslan Karimov       | Yusup Abrekov       |
| 2011 | Serguéi Lagutín      | Ruslan Karimov       | Vadim Shaekov       |
| 2012 | Serguéi Lagutín      | Konstantin Volik     | Vadim Shaekov       |
| 2013 | Muradjan Khalmuratov | Yusup Abrekov        | Abdullojon Akparov  |
| 2014 | Ruslan Karimov       | Vadim Shaekov        | Yusup Abrekov       |
| 2015 | Ruslan Karimov       | Abdullojon Akparov   | Yusup Abrekov       |
| 2016 | Sergey Medvedev      | Muradjan Khalmuratov | Nikita Abramov      |
| 2017 | Ruslan Karimov       | Muradjan Khalmuratov | Andrey Izmaylov     |
| 2018 | Akramjon Sunnatov    | Dilmurdjon Siddikov  | Ruslan Karimov      |
| 2019 | Muradjan Khalmuratov | Dilmurdjon Siddikov  | Sergey Medvedev     |
| 2020 | Muradjan Khalmuratov | Nikita Stenkovoy     | Behzodek Rakhimbaev |
| 2021 | Danil Evdokimov      | Behzodek Rakhimbaev  | Akramjon Sunnatov   |
| 2022 | Akramjon Sunnatov    | Behzodek Rakhimbaev  | Ulugbek Saidov      |
| 2023 | Dmitriy Bocharov     | Edem Eminov          | Danil Evdokimov     |
| 2024 | Dmitriy Bocharov     | Sanjarbek Ergashev   | Nikita Tsvetkov     |
| 2025 | Diyor Takhirov       | Avazbek Kamolov      | Samandar Janikulov  |